# لنکستر مرین
پدر لنکستر مرین یک شخصیت داستانی در رمان جن‌گیر (۱۹۷۱) و سری فیلم‌های جن‌گیر می‌باشد.

## در رمان
مرین، کشیش سالمندان و دیرینه‌شناس در حفاری باستان‌شناسی در عراق، مجسمه‌ای از پازوزو را می‌یابد و پس از آن دیگر پدیده‌های غیرمعمولی را تجربه می‌کند. او پیش از این با این شیطان در آفریقا مواجه شده بود.
مرین همراه با پدر کاراس برای دفع پازوزو از بدن رگان ۱۲ ساله تلاش کرد و در این روند به دلیل بیماری قلبی خود به دست رگان مک‌نیل از خستگی می‌میرد.

## در فیلم
مرین در فیلم جن گیر توسط ماکس فون سیدو ایفا نقش شد. او علاوه بر حضور در رمان و فیلم جن گیر در جن‌گیر ۲: مرتد نیز در حال جن‌گیری در آفریقا حضور داشت. او در فیلم دوم توسط استلان اسکارشگورد ایفا نقش شد.